# Pungso
Pungso est un kun (« comté ») de la province de Ryanggang en Corée du Nord.

## Source
- (en) Cet article est partiellement ou en totalité issu de l’article de Wikipédia en anglais intitulé « Pungso County » (voir la liste des auteurs).